# Nien Cheng
Nien Cheng est une écrivaine chinoise née à Pékin le 28 janvier 1915 et décédée le 2 novembre 2009 à Washington.

## Biographie
Nien Cheng née sous le nom Yao Nien Yua en 1915. Elle est fille d'un grand propriétaire fonciers.
En 1953, elle étudie à la London School of Economics où elle y rencontre son futur mari Kang-chi Cheng,.
En 1957, son mari meurt à la suite d'un cancer.
Au début de la Révolution culturelle en 1966, elle est arrêtée et passe six années et demi en prison dans la maison d'arrêt numéro 1 de Shanghai. En sortant de prison en 1973, elle apprend que sa fille Meiping est morte, officiellement elle se serait suicidée en 1967,. Elle découvre ensuite que sa fille aurait été tuée la Garde rouge.
En 1980 elle quitte la Chine pour le Canada puis en 1983 elle se rend à Washington aux États-Unis.
Elle décède le 2 novembre 2009 à l'âge de 94 ans.

## Œuvre
- Vie et mort à Shanghaï (Life and Death in Shanghai (en))